# Ivanjševci ob Ščavnici
Ivanjševci ob Ščavnici – wieś w Słowenii, w gminie Gornja Radgona. W 2018 roku liczyła 85 mieszkańców.